# Bilston Town F.C.
Bilston Town Football Club là một câu lạc bộ bóng đá có trụ sở tại Bilston, West Midlands, Anh. Đội bóng đã nhiều lần đổi tên như Bilston United, Bilston Borough, Bilston, Bilston Town, Bilston Town (2007) và Bilston Town Community. Câu lạc bộ hiện thi đấu tại Midland League Division One và có sân nhà ở Queen Street, Bilston.

## Thành tích
- West Midlands (Regional) League

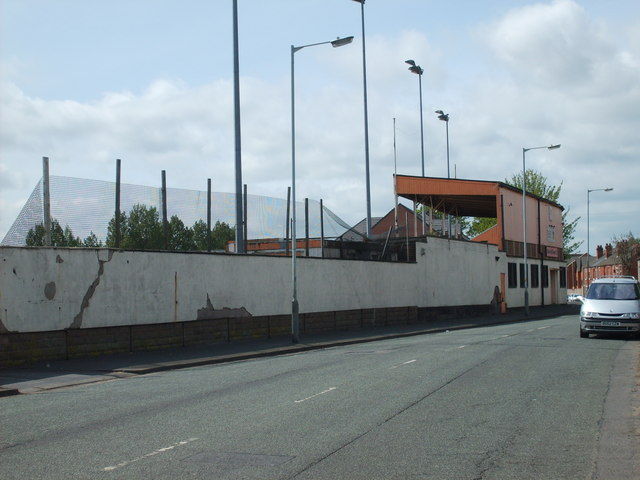
Bên ngoài sân Queen Street

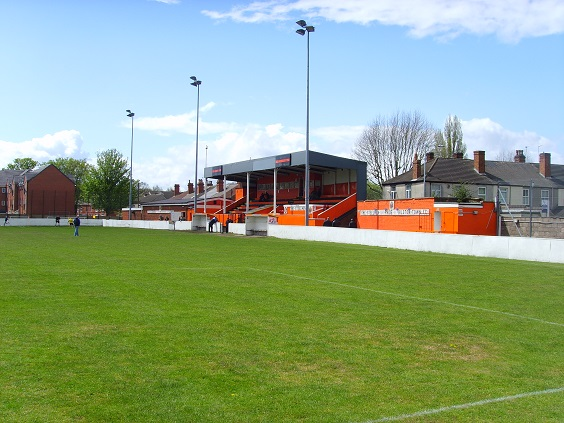
Khán đài chính của sân Queen Street

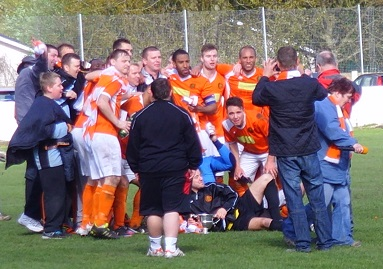
Các cầu thủ Bilston Town ăn mừng sau chiến thắng 4-1 trước Haughmond để thăng hạng lên WM (R) L Premier Division vào tháng 5 năm 2013

  - Nhà vô địch mùa giải 1960–61, 1972–73
  - Nhà vô địch Division Two mùa giải 1956–57
  - Nhà vô địch Premier Division League Cup mùa giải 1972–73
  - Nhà vô địch Division One League Cup mùa giải 2003–04[1]
- Walsall & District League
  - Nhà vô địch các mùa giải 1895–96, 1900–01, 1901–02, 1932–33, 1935–36, 1947–48
- Staffordshire Senior Cup
  - Nhà vô địch các mùa giải 1957–58, 1959–60, 1960–61, 1961–62, 1997–98[1]
- Staffordshire Junior Cup
  - Nhà vô địch mùa giải 1905–06[1]
- Staffordshire FA Challenge Cup
  - Nhà vô địch các mùa giải 1921–22, 2002–03[1]
- Walsall Senior Cup
  - Nhà vô địch các mùa giải 1968–69, 1971–72, 1972–73[2]
- Bilston Charity Cup
  - Nhà vô địch các mùa giải 1900–01, 1913–14
- Birmingham Junior Cup
  - Nhà vô địch các mùa giải 1895–96[1]
- John Martin Trophy
  - Nhà vô địch các mùa giải 2009–10 (đồng vô địch), 2010–11, 2013–14 (đồng vô địch)[1]
- Rugeley Charity Cup
  - Nhà vô địch mùa giải 1966–67
- Smedley Crooke Memorial Charity Cup
  - Nhà vô địch mùa giải 2017–18[1]
- Staffordshire Junior Cup
  - Nhà vô địch mùa giải 1900–01
- Walsall Charity Cup
  - Nhà vô địch mùa giải 1901–02[1]
- Walsall Hospital Cup
  - Nhà vô địch các mùa giải 1900–01, 1901–02[1]
- Walsall Junior/Challenge Cup
  - Nhà vô địch các mùa giải 1900–01, 1905–06, 1932–34 (đồng vô địch), 1934–35, 1935–36, 1946–47, 1947–48, 1948–49[1]
- Wednesbury Charity Cup
  - Nhà vô địch các mùa giải 1980–81, 1981–82, 1982–83, 1984–85[1]
- Willenhall Nursing Institute Cup
  - Nhà vô địch các mùa giải 1908–09
- Wolverhampton Charity Cup
  - Nhà vô địch các mùa giải 1895–96, 1899–1900, 1900–01, 1903–04[1]